# Łabędnik Mały
Łabędnik Mały (deutsch Klein Schwansfeld) ist ein Ort in der polnischen Woiwodschaft Ermland-Masuren. Er gehört zur Gmina Bartoszyce (Landgemeinde Bartenstein) im Powiat Bartoszycki (Kreis Bartenstein (Ostpr.)).

## Geographische Lage
Łabędnik Mały liegt in der nördlichen Mitte der Woiwodschaft Ermland-Masuren, 30 Kilometer südöstlich der früheren und heute auf russischem Territorium gelegenen Kreisstadt Friedland (russisch Prawdinsk) bzw. zehn Kilometer südöstlich der heutigen Kreismetropole Bartoszyce (deutsch Bartenstein).

## Geschichte
Bei dem einstigen Ort Schwanßfeldt – nach 1595 Klein Schwanfeld genannt – handelt es sich um ein Gutsdorf, das als Gutsbezirk im Jahre 1874 in den Amtsbezirk Maxkeim im ostpreußischen Kreis Friedland (ab 1927: „Kreis Bartenstein (Ostpr.)“) eingegliedert wurde. Im Jahre 1910 zählte Klein Schwanfeld 86 Einwohner.
Seine Eigenständigkeit gab der Gutsbezirk Klein Schwanfeld am 30. September 1928 auf, als er sich mit den Nachbargutsbezirken Lackmedien (polnisch Dębiany) und Maxkeim (Maszewy) zur neuen Landgemeinde Maszewy zusammenschloss.
Im Jahre 1932 umfasste das Gut Klein Schwansfeld 223 Hektar, davon 157 Hektar Ackerfläche, 38 Hektar Weiden, 20 Hektar Wiese, 10 Hektar Wald und 8 Hektar Unland. Besitzer waren: 1785 Familie von Sacken, 1806 Familie Steppuhn, 1836 Familie von Kurowski, und danach bis 1945 Familie Wolff.
Das gesamte südliche Ostpreußen wurde im Jahre 1945 in Kriegsfolge an Polen abgetreten. Klein Schwansfeld erhielt die polnische Namensform „Łabędnik Mały“ und ist heute eine Ortschaft innerhalb der Landgemeinde Bartoszyce (Bartenstein) im Powiat Bartoszycki (Kreis Bartenstein (Ostpr.)), von 1975 bis 1998 der Woiwodschaft Olsztyn, seither der Woiwodschaft Ermland-Masuren zugehörig. Im Jahre 2021 zählte Łabędnik Mały 20 Einwohner.

## Religion
Christentum
Bis 1945 war Klein Schwansfeld in die evangelische Kirche Groß Schwansfeld in der Kirchenprovinz Ostpreußen der Kirche der Altpreußischen Union, außerdem in die römisch-katholische Kirche in Bartenstein im damaligen Bistum Ermland eingepfarrt.
Heute gehört Łabędnik Mały zur katholischen Pfarrei Łabędnik (Groß Schwansfeld) im jetzigen Erzbistum Ermland, außerdem zur evangelischen Kirche Bartoszyce, die jetzt eine Filialkirche der Johanneskirche in Kętrzyn (Rastenburg) in der Diözese Masuren der Evangelisch-Augsburgischen Kirche in Polen ist.

## Verkehr
Łabędnik Mały liegt an der verkehrsreichen polnischen Woiwodschaftsstraße 592 (einstige deutsche Reichsstraße 135), die von Bartoszyce (Bartoszyce) über Kętrzyn (Rastenburg) bis nach Giżycko führt. Eine Bahnanbindung besteht nicht.